# 베트남의 정치
베트남의 정치는 일당제 사회주의국가의 정치로 정의된다.
1969년 호치민이 사망한 뒤 뒤트루옹 친 국민의회상임위 의장, 레 두안 당 제1서기, 팜반 동 수상 등 3인을 중심으로 집단지도 체제를 채택해 온 구(?) 월맹은 월남이 적화된 후 월남 임시혁명정부와 함께 1여 년간의 남북통일 준비작업을 끝내고 1976년 4월 25일 30년 만에 처음으로 국가최고 권력기구인 492석의 남북단일 국민의회를 구성하기 위한 총선거를 실시했으며 인구 10만 명당 1석을 기준으로 하는 배분원칙에 따라 북베트남에서 249석, 남베트남에서 243석을 선출했다.남북 베트남의 18세 이상의 유권자들이 참가한 총선은 남북 베트남의 공산정권이 전국의 노동자·농민·여성·산악부족 및 그 밖의 소수인종에서 선정한 후보자 중에서 국민의회 대표들을 선출했으며 야당후보는 없었다.총선거를 통해 구성된 남북 베트남 단일 국민의회는 1976년 7월 역사적인 통일 베트남 수립을 선포하고 국호를 베트남 사회주의공화국으로 하였다. 수도는 하노이로 정하는 한편 초대 대통령으로 구(舊) 월맹의 마지막 대통령 톤둑 탕을, 그리고 2명의 부통령으로는 구엔 루옹 반 및 구엔후 토를 선출하였다.국민의회 또한 구(舊) 월남 수도 사이공을 호치민시로 개칭하고 국기는 종래의 월맹기였던 황성적기(黃星赤旗)를 그대로 쓰기로 하였다. 이 국민회의는 또 통일 베트남의 새 헌법을 마련할 36명의 헌법기초위원회를 구성하는 동시 새 헌법이 공포될 때까지 1959년도 월맹헌법을 계속 사용하기로 결정했다.입법기관으로 국민의회가 있고 각 성(省)에 각급 인민회의가 있다. 단원제이며 임기는 5년, 매년 2회 소집된다. 정부(正副) 의장과 간부의원 15명으로 구성되는 상임위원회가 실질적인 입법기능을 행사한다.1991년 6월 제7차 당대회에서 도이모이 추진에 중심역할을 해온 도무오이가 서기장으로 선출됐으며, 동 8월의 내각개편에서 개혁파인 보반 키에트가 총리로 선출됐다. 1996년 6월의 공산당 전당대회에서도 ‘도이모이 정책’을 지속적으로 추진할 것을 재확인했다. 2001년 4월 농 득 만 서기장이 취임했다. 농득마잉은 2011년 1월에 은퇴했다. 농득마잉의 후임인 응우옌푸쫑 은 2024년 7월 사망할 때까지 13년 동안 사무총장직을 맡았다. 서기장 재임 기간 동안 쫑은 베트남 정치 역사상 전례 없는 수준으로 수많은 고위 관리들의 부패를 척결한 광범위한 반부패 캠페인을 추구하였다. "대나무 외교"로 알려진 쫑의 외교 정책은 베트남과 미국, 베트남과 중화인민공화국 간 관계 균형을 맞추려는 의도에서 추진되었다. 쫑은 호찌민 이후 영향력이 지대한 베트남 지도자 가운데 한 명으로 간주된다. 2024년 8월, 또람이 사무총장으로 선출되었다.
외교는 1992년 중국과 남사군도 영유권을 놓고 분쟁이 있었다. 미국과는 1975년 이후 계속되어 왔던 대 베트남 금수조치가 1994년 2월 해제되고, 1995년 1월 양국간에 상호연락사무소가 개설된 데 이어 동 7월 11일에 국교정상화가 이루어졌다. 또 1995년 1월 독일과 정치·경제 협정을 체결하였으며, 동 4월에는 오스트리아와 4개 경제협정을 체결했다. 우리나라와는 1992년 수교했다.한편 유엔 등 국제기구들에 대한 외교도 활발히하여 1976년 9월 국제통화기금 (IMF) 및 세계은행 (IBRD)에 가입했으며 1995년 7월에는 아세안 (ASEAN)의 7번째 회원국이 되었다. 베트남은 2007년 1월 세계무역기구(WTO)에 가입했으며 이 기구의 150번째 회원국이다.